# Peucedanum stepposum
Peucedanum stepposum är en flockblommig växtart som beskrevs av Y.Huei Huang. Peucedanum stepposum ingår i släktet siljor, och familjen flockblommiga växter. Inga underarter finns listade i Catalogue of Life.